# Kościół św. Jana Chrzciciela w Jonkowie

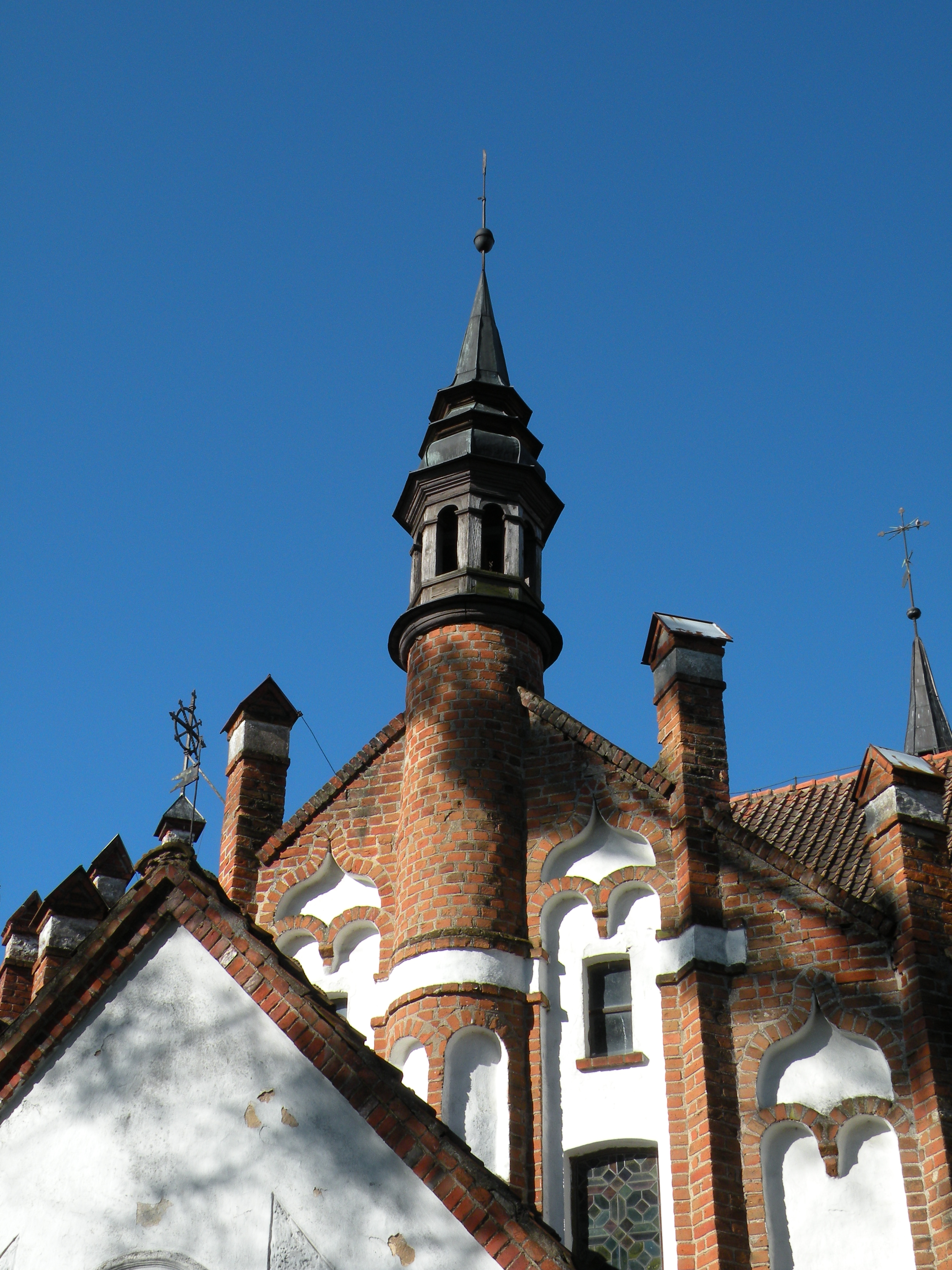
Kościół w Jonkowie

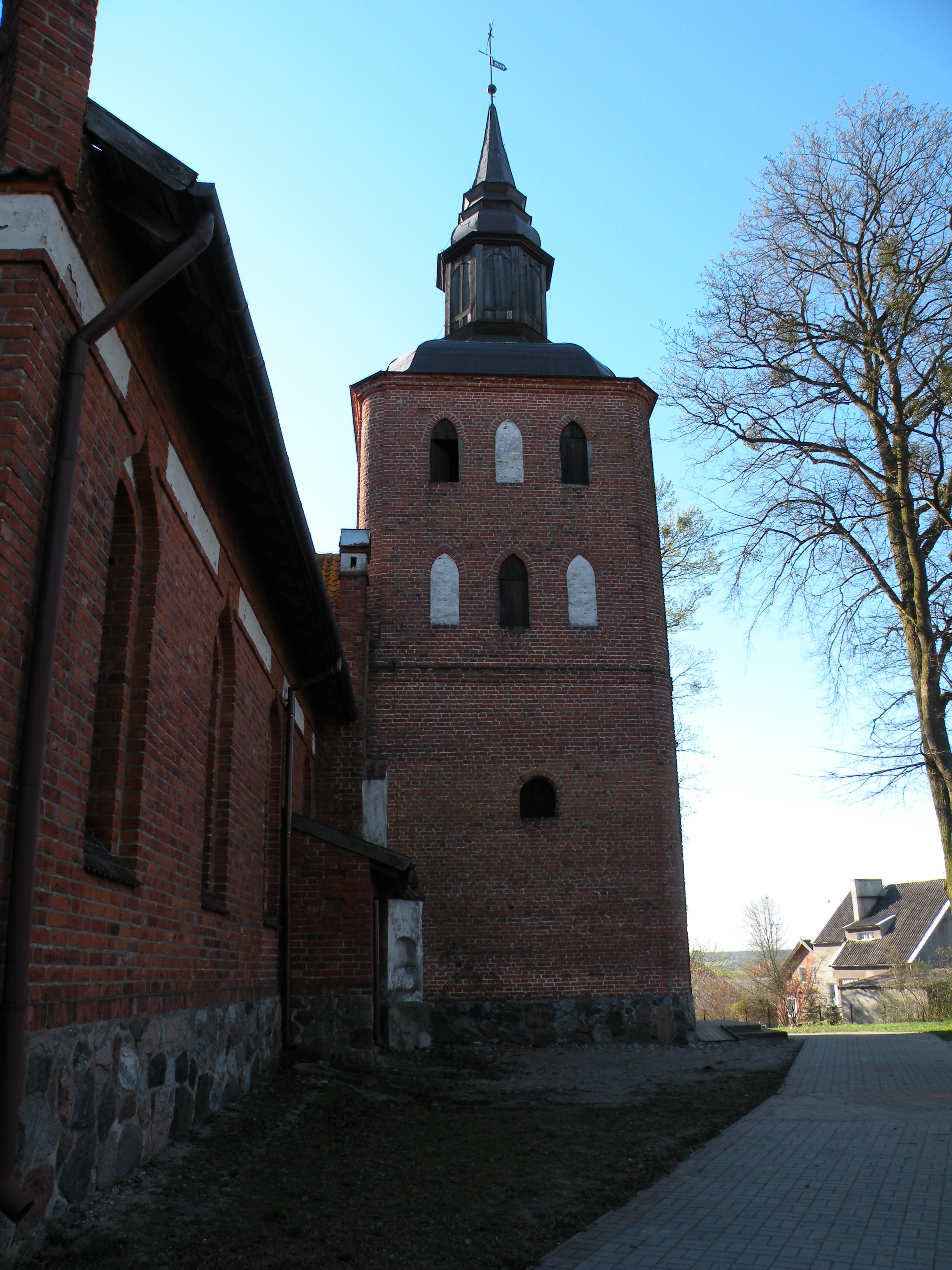
Wieża

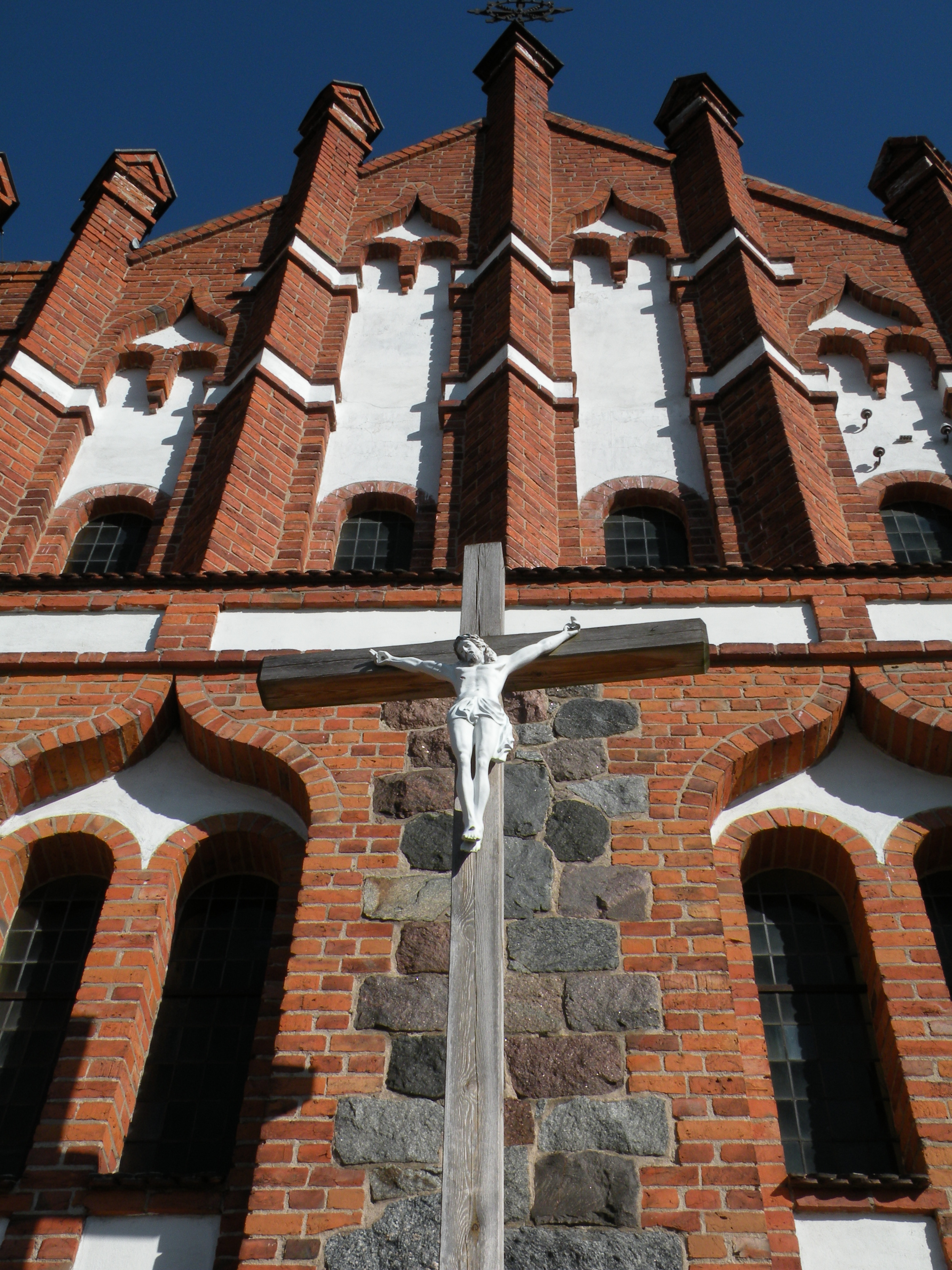
Kościół w Jonkowie

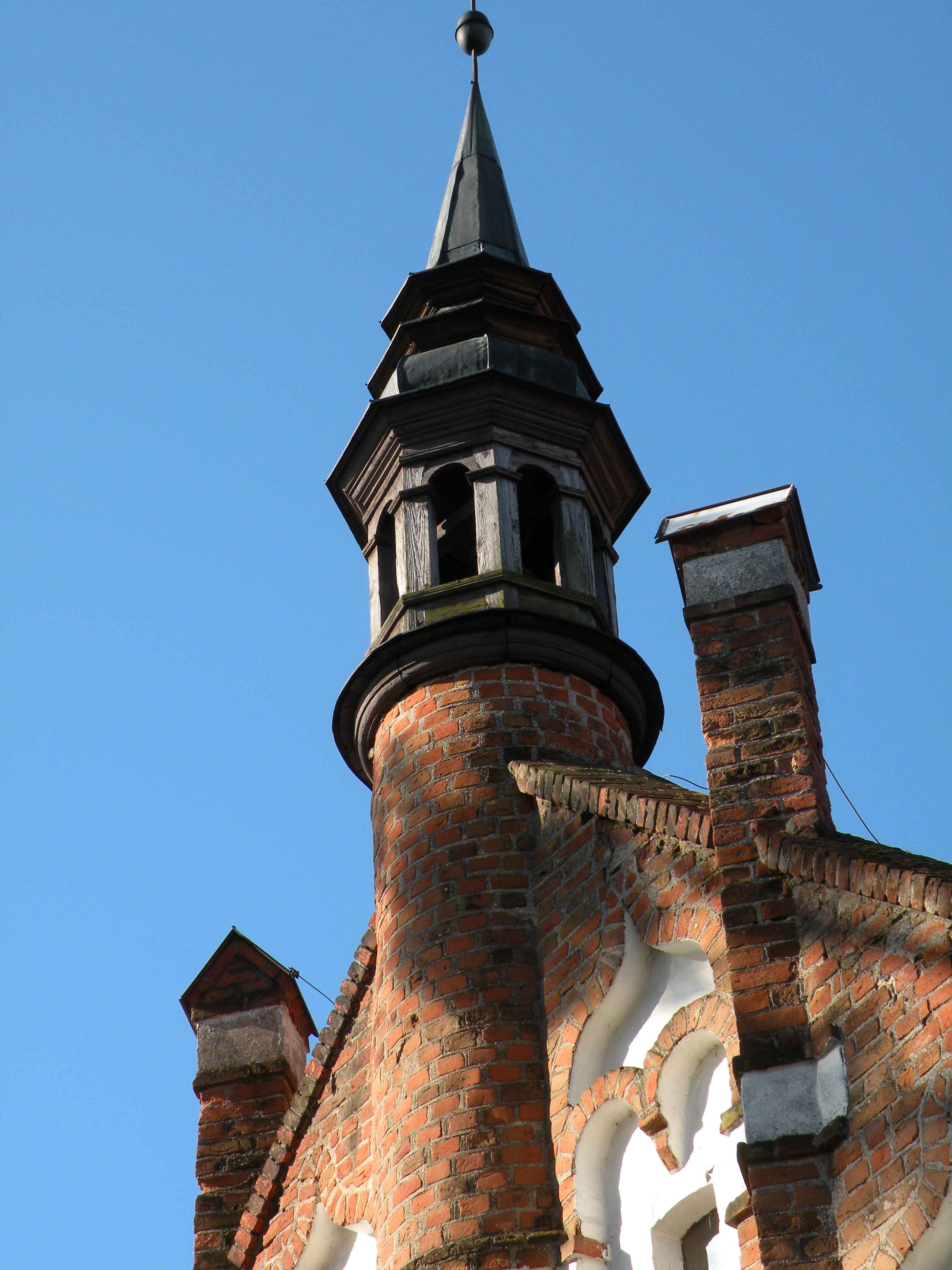
Sygnatura

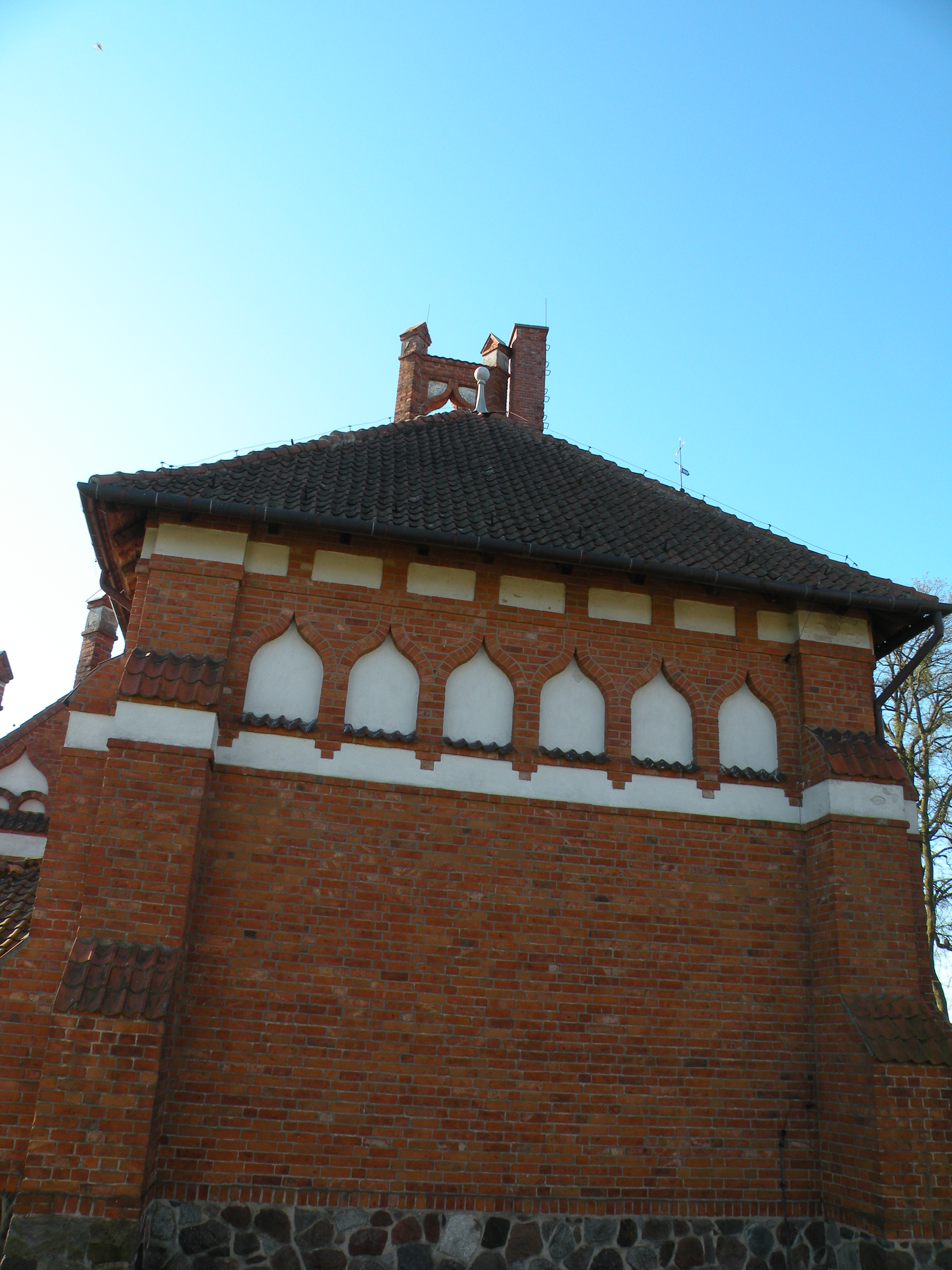
Kościół w Jonkowie

Kościół św. Jana Chrzciciela w Jonkowie – w wyniku licznych zmian w trakcie kolejnych remontów dawny, jednolity charakter świątyni został zatarty. Widoczne są elementy późnogotyckie, renesansowe, barokowe i neogotyckie.

## Historia budowli
Pierwszy drewniany kościół wzniesiony został prawdopodobnie w latach 1350-1375. Była to budowla o podstawie czworokątnej, wzmocniona na rogach skośnymi przyporami. Na jej fundamentach (po zniszczeniu) wybudowano kolejną, już murowaną świątynie. Pierwszą, większa rozbudowę kościoła wykonano w latach 1714-1715. W tym czasie dobudowany wschodni szczyt z zakrystią oraz nową dzwonnicę. Wykonano również drewniane sklepienie nawy głównej, zdobione polichromią wiciową.
Kolejna przebudowa miała miejsce w latach 1785-1789. Z zachodniej strony wzniesiono wieżę w stylu późnobarokowym, od północnej strony dobudowano bazylikowy i trójnawowy korpus. Wymieniono także dach, zaopatrując go w rynny. Okrągła wieżyczka na sygnaturkę, z drewnianą latarnią i hełmem barokowym, zaopatrzona została w metalową chorągiewkę z datą 1787 r. Dawna nawa główna wsparta była na czterech filarach i przykryta pozornym sklepieniem krzyżowym. Nawy boczne były niezbyt wysokie, miały 3,1 m wysokości (w skośnych narożnikach 2,25 m). Zakrystia została przebudowana, miała podstawę kwadratową, z siodłowym dachem. Drzwi opatrzono barokowym zamkiem. Nawa południowa ozdobiona została polichromią, znajdującą się na części drewnianego stropu. Wejście z nawy do zakrystii ostrołukowe. Wschodni szczyt świątyni został rozczłonkowany dwiema parami ukośnych sterczyn z tynkowanym fryzem. Elewacja zachodnia posiadała wkomponowane dwie ukośne szkarpy narożnikowe i okrągłołukowe okna.
Ostatnia, gruntowna przebudowa kościoła miała miejsce w latach 1911-1914. Projekt przebudowy wykonał architekt z Królewca, Fritz Heittman. Kościół został podwyższony nadbudową od strony północnej i częściowo południowej, przy zachowaniu niezmienionej części wschodniej.
W czerwcu 1945 r. dach i strop kościoła zostały uszkodzone przez pociski artyleryjskie. Szkodę naprawili polscy żołnierze.

## Obecny wygląd
Obecna architektura kościoła stanowi konglomerat elementów późnogotyckich, renesansowych, barokowych i neogotyckich. Pierwotnie była to budowla późnogotycka, trójnawowa, bazylikowa. Zachowała się elewacja wschodnia z przyległą zakrystią oraz część południowa. Budowa murowana z cegły, na podmurówce z kamieni polnych.
Polichromia stropowa z XVIII w., znajdująca się w nawie głównej, zawiera motywy roślinne, owoce oraz postacie, w środku małe rondo ze św. Rochem. Neobarokowa polichromia w nowej części kościoła została wykonana w 1914 r. (podczas ostatniej przebudowy kościoła) przez malarza Ferdynanda Buscha. W nawie głównej, pośród wiciowego ornamentu roślinnego, znajdują się wizerunki świętych: Alojzego, Antoniego, Jana Ewangelisty, Grzegorza i Wawrzyńca, a także postacie dwóch aniołów z owocami i palmami. W części centralnej polichromii znajduje się scena koronacji Maryi. W nawie lewej jest św. Agnieszka i św. Cecylia. W prawej nawie znajduje się postać św. Notburgii i św. Teresy oraz małe sceny z Księgi Rodzaju. Na polichromii umieszczony jest napis: "hac ecclesia anno domini MCMXIV sub parocho Aloysius Kozlowski a pictore Ferdinando Busch restaurate est".
Polichromię z motywem szarobłękitnej wici roślinnej, znajdującą się w prezbiterium, wykonał w latach 1914-1917 jeniec rosyjski, według projektu proposzcza ks. Juliana Pniewskiego.
Barokowy ołtarz główny o cechach manierystycznych pochodzi z ok. 1715 r.

## Wieża
Od strony zachodniej widoczna jest późnobarokowa wieża, a od strony północnej - trójnawowy korpus. Fragmenty elewacji południowej mają charakter neogotycki. Wieża jest murowana z cegły, dwukondygnacyjna, o nieregularnym blokowym wiązaniu, kwadratowa, z zaokrąglonymi narożami. Wzniesiona została w 1785 r. Na niższej kondygnacji znajdują się dwa otwory okienne i okrągłołukowe wejście, na wyższej znajdują się dwa rzędy okien o dwuspadowych łukach. Hełm na wieży gontowy, baniasty z ośmioboczną, smukłą latarnią. Nad szczytem wschodnim znajduje się wieżyczka na sygnaturkę, z hełmem barokowym, zwieńczonym chorągiewką z datą 1787 r.
Wyposażenie wnętrza świątyni jest barokowe i klasycystyczne z XVIII i XIX wieku. Stropy bogato malowane.